# Владислав III (Бохемия)
Владислав III Индржих (на чешки: Vladislav Jindřich) е херцог на Бохемия през 1197 г.
- Изборът на Владислав за чешки княз, 1197 г.
 автор Йозеф Матхаузер
- Помирението на братята Отокар и Владислав III, 
 автор Йозеф Дуба